# Xanthomelanopsis articulata
Xanthomelanopsis articulata är en tvåvingeart som först beskrevs av Wulp 1892.  Xanthomelanopsis articulata ingår i släktet Xanthomelanopsis och familjen parasitflugor. Inga underarter finns listade i Catalogue of Life.